# Агусадора
Агусадора (порт. Aguçadoura)  —  район (фрегезия) в Португалии,  входит в округ Порту. Является составной частью муниципалитета  Повуа-де-Варзин. 
Находится в составе крупной городской агломерации Большой Порту; по старому административному делению входил в провинцию Дору-Литорал. 
Входит в экономико-статистический субрегион Большой Порту, который входит в Северный регион. 
Население составляет 4530 человек на 2001 год. Занимает площадь 3,63 км².
Покровителем района считается Дева Мария (порт. Maria). 

## История
Район основан в 1933 году.

## Демография
| Data | Inscritos | Votantes | Abstenção | Partido           | Votos                                | Mandatos | Presidente da Junta eleito                 |
| ---- | --------- | -------- | --------- | ----------------- | ------------------------------------ | -------- | ------------------------------------------ |
| 2005 | 3663      | 2151     | 41.3%     | PPD/PSD PS CDS-PP | 1410 (65.6%) 447 (20.8%) 233 (10.8%) | 6 2 1    | Sérgio Augusto Rodrigues Cardoso (PPD/PSD) |